# Убаліна
Уба́ліна (рос. Убалина) — присілок у складі Альменєвського округу Курганської області, Росія.
Населення — 111 осіб (2010, 133 у 2002).
Національний склад станом на 2002 рік:
- башкири — 93 %